# Talk Town
Talk Town er en årlig tilbagevendende debatfestival om køn, ligestilling og feminisme. Festivalen løber over tre dage i maj og har et program bestående af debatter, workshops, performances og koncerter, der alle har køn, ligestilling og feminisme som tema.
I 2019 vurderede festivalen, at der havde været mere end 75 internationale og danske aktører, som præsenterede over 100 arrangementer for 3.000 gæster.
Festivalen startede i 2016 og blev initieret af Kulturproduktionskollektivet Indgreb i samarbejde med Kvinderådet i forlængelse af FN-konferencen Women Deliver, der blev afholdt i København samme år.
Arrangementet har haft skiftende lokationer i København, heriblandt Huset-KBH, Københavns Hovedbibliotek og området omkring Onkel Dannys Plads. I 2020 præsenterede Talk Town grundet Covid-19-pandemien et mindre program end normalt. Festivalen fandt sted over to dage i CPH Food Space, og præsenterede derudover en række digitale debatter og workshops.
Talk Town er aktørbaseret på samme måde som Folkemødet, hvilket betyder, at indholdet er skabt af organisationer, aktivister, debattører og græsrodsgrupper, der selv melder sig til festivalen.
Organisationer der har været til stede gennem årene tæller bl.a. KVINFO, Amnesty International, Dansk Magisterforening, Dannerhuset, LGBT Asylum, Reden International, Roskilde Festival m.fl., ligesom flere debattører, forfattere og politikere som Emma Holten, Natasha Al-Hariri, Pernille Skipper, Henrik Marstal og Nazila Kivi har stået på scenen i debatter og paneler.
Talk Town har også etableret andre begivenheder rundt om i landet, blandt andet i Aarhus, Albertslund og Roskilde.
Talk Town bliver arrangeret af Foreningen Talk Town.